# Mănăstirea Sihăstria
Mănăstirea Sihăstria este o mănăstire ortodoxă de călugări, cu hramul Nașterea Maicii Domnului, situată în partea de nord a județului Neamț, în comuna Vânători-Neamț, la 24 km vest de orașul Târgu Neamț.

## Istoric
Prima ctitorire a avut loc în anul 1655 de către sihastrul Atanasie împreună cu șapte ucenici de-ai săi. Vremurile grele care au urmat au dus la ruinarea bisericii și de aceea, în 1734, episcopul Ghedeon al Romanului a ridicat o nouă biserică, din piatră, pe locul celei vechi. Edificiul este construit în stil clasic moldovenesc.
Istoria zbuciumată a acestor locuri a influențat și dezvoltarea mănăstirii, care a avut mult de suferit în decursul vremurilor. După distrugerile din anul 1821, când a fost incendiată de turci, a fost refăcută în 1824, cu sprijinul mitropolitului Veniamin Costachi. Mănăstirea a atras vizitatori din toată România ce veneau la părintele arhimandrit Cleopa, care a fost unul dintre cei mai apreciați preoți la acea vreme. El a murit în anul 1998, în urma sa rămânând 16 volume de învățături într-o colecție intitulată Ne vorbește părintele Cleopa. La mănăstirea Sihăstria se vizitează cimitirul mănăstirii, și schitul Sfântul Cleopa. Vizitatorii pot rămâne peste noapte în sala de dormit, iar masa o pot servi din sala meselor. Cei care doresc se pot spovedi la un preot din apropierea clopotniței.

## Fotogalerie

Intrarea în mănăstire
Intrarea în mănăstire
Biserica nouă
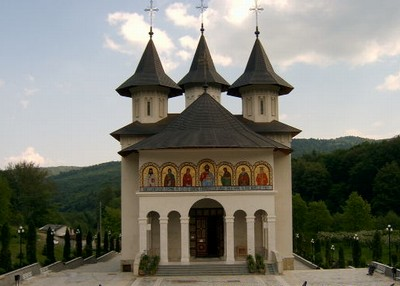
Catedrala "Sf. Theodora de la Sihla"
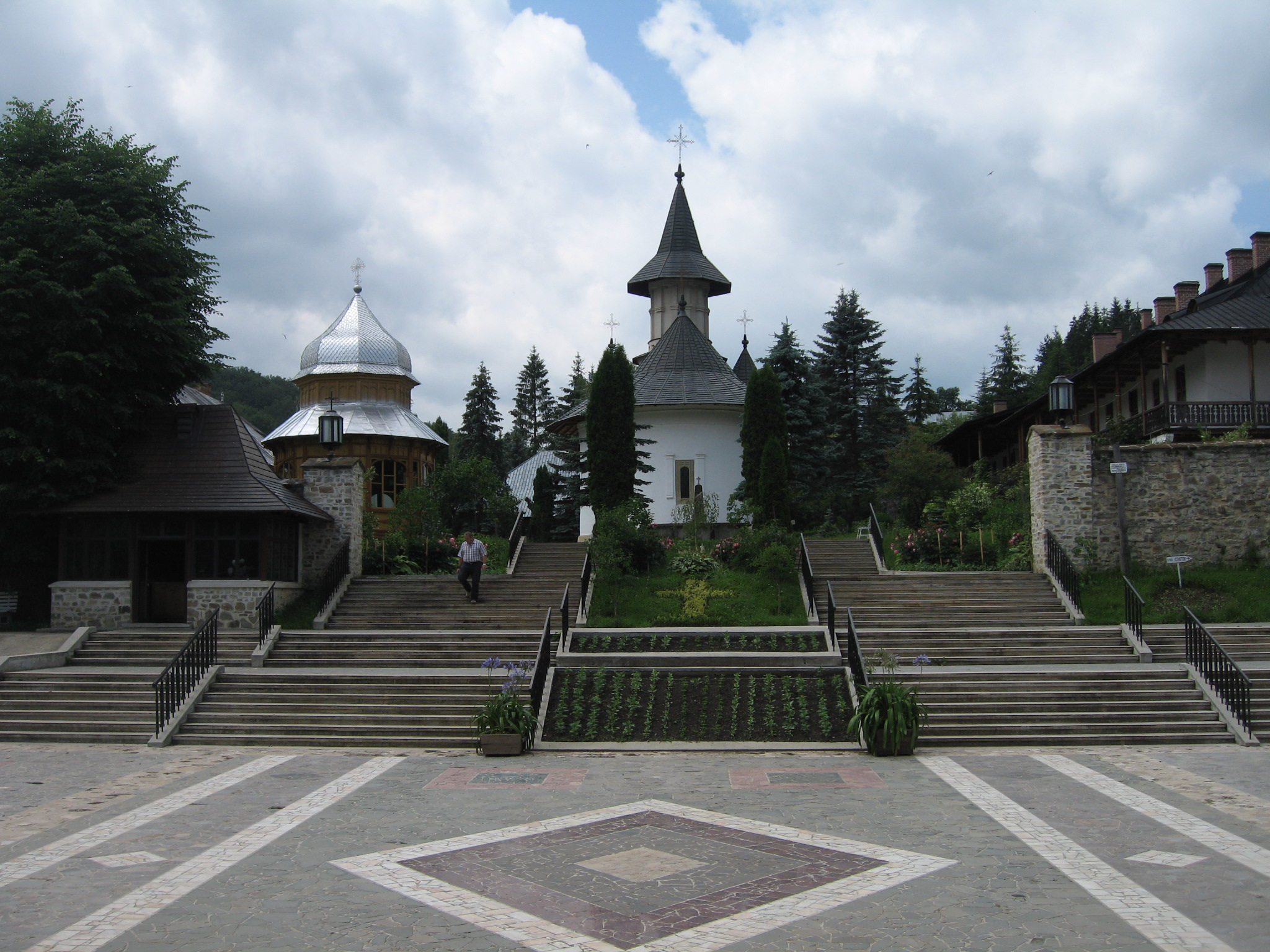
Biserica veche văzută de la biserica nouă
Drumul spre cimitir
Cimitirul Mănăstirii Sihăstria
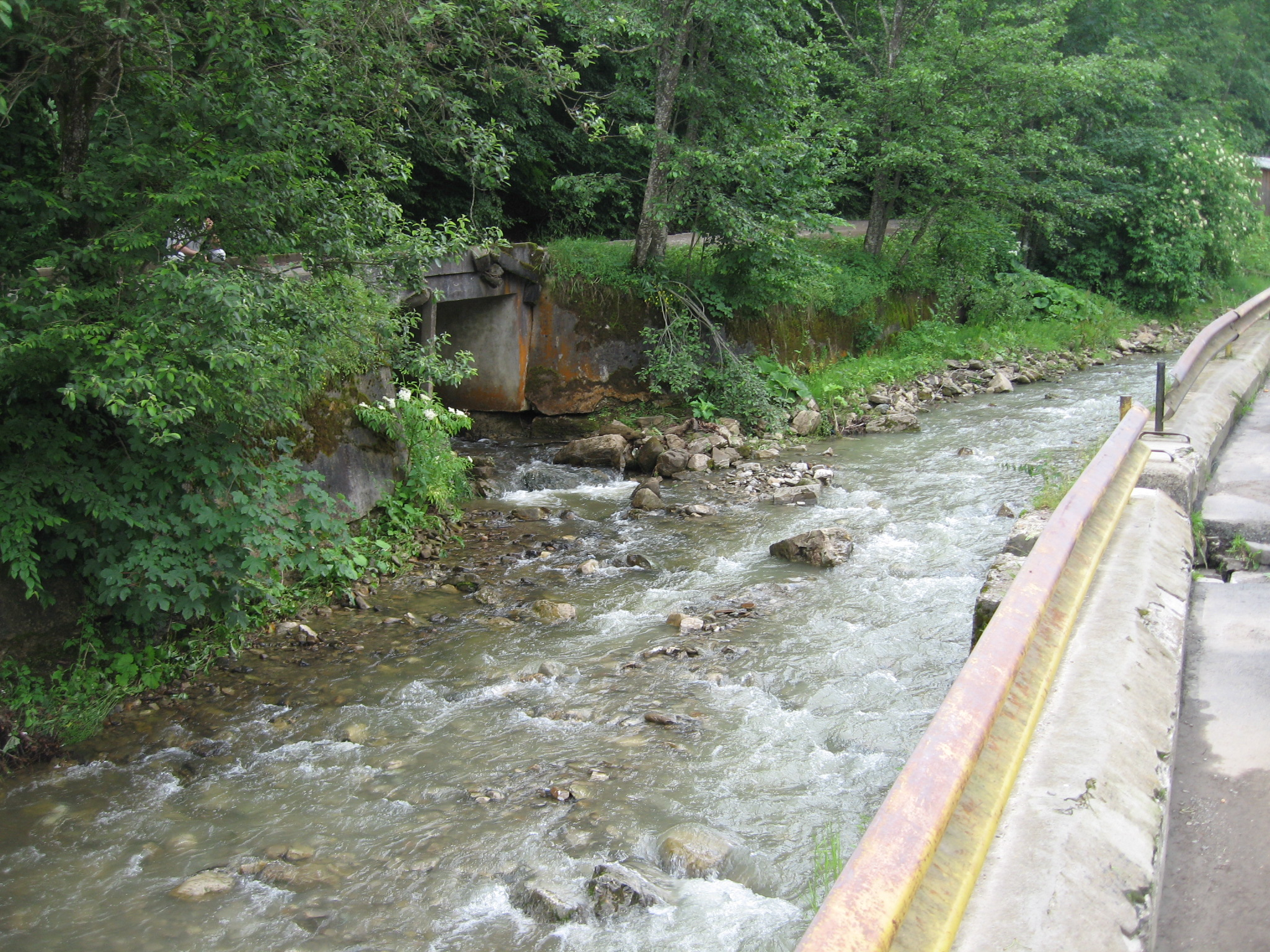
Râul din faţa Mănăstirii
Râul din faţa Mănăstirii
Râul din faţa Mănăstirii